# Guadalén
Le Guadalén est une rivière espagnole, affluent du Guadalimar.